# Diagonal (arte)

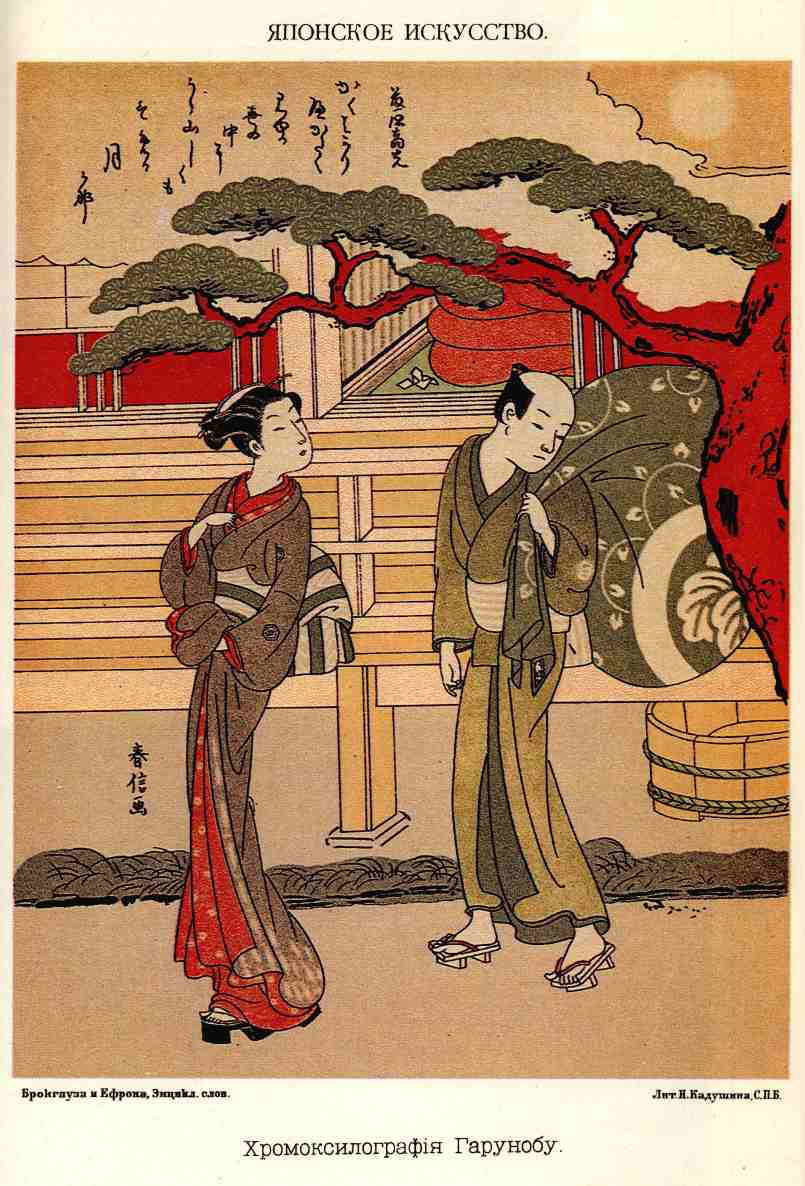
As diagonais na arte oriental sem o contexto da perspectiva cônica.

Toda reta que não é paralela ao eixo ortogonal (verticais e horizontais) é considerada diagonal. Desde a antiguidade sabe-se que as diagonais provocam a ilusão ótica de profundidade.
A perspectiva faz isso, pois a dinâmica de movimento criada pelas linhas convergentes afeta a nossa percepção, causando a sensação do espaço real. Mas é possível fazer o mesmo de forma arbitrária, sem a utilização da perspectiva cônica, pois as diagonais, por si só, indicam profundidade, o que pode ser visto nos processos de perspectiva paralelas ou no tratamento dado ao espaço por grande parte da arte oriental.

## Galeria

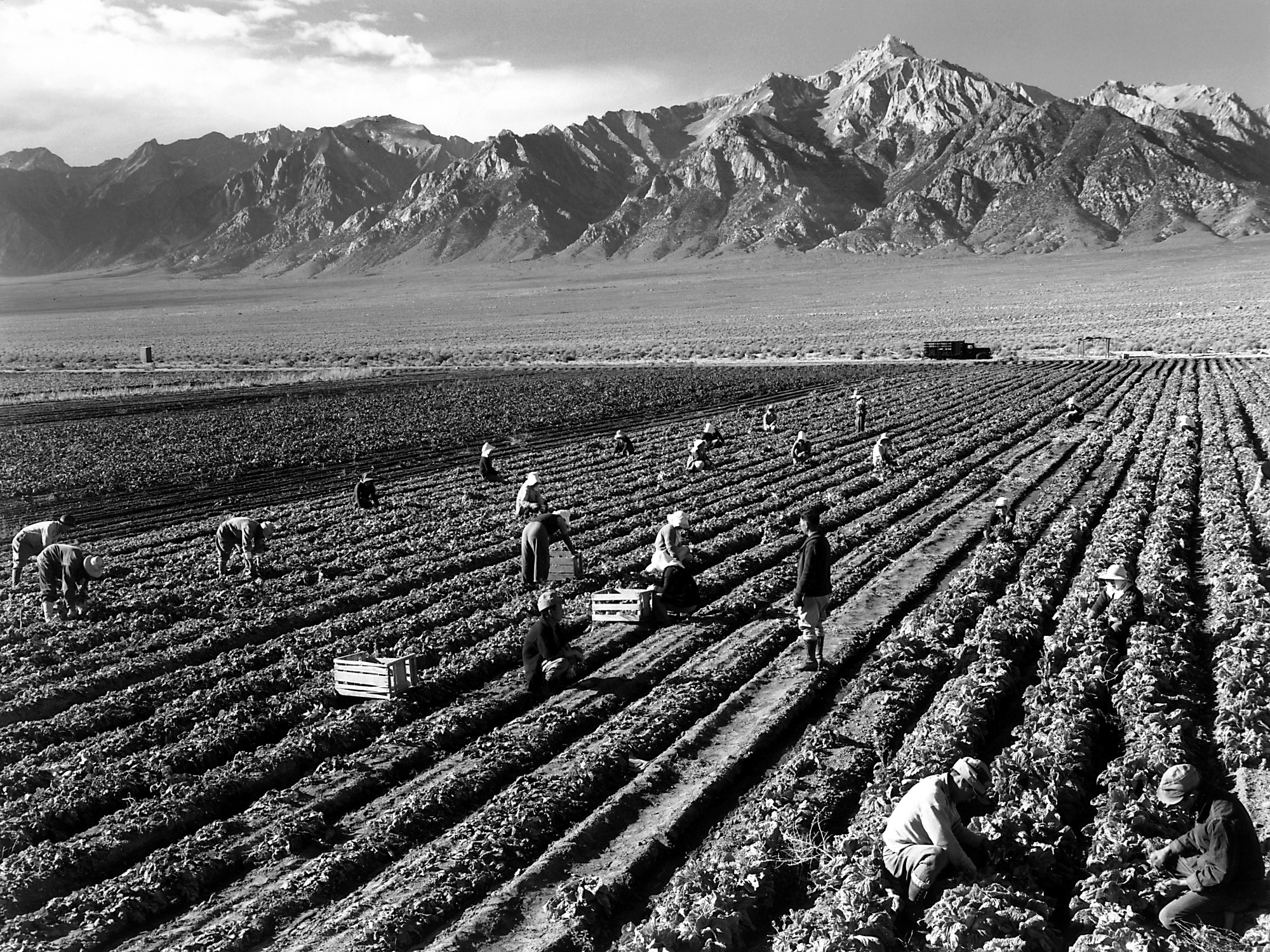
Miscelânea de diagonais em uma perspectiva fotográfica.
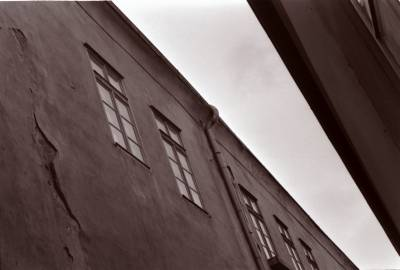
Diagonais a gerar instabilidade e profundidade.
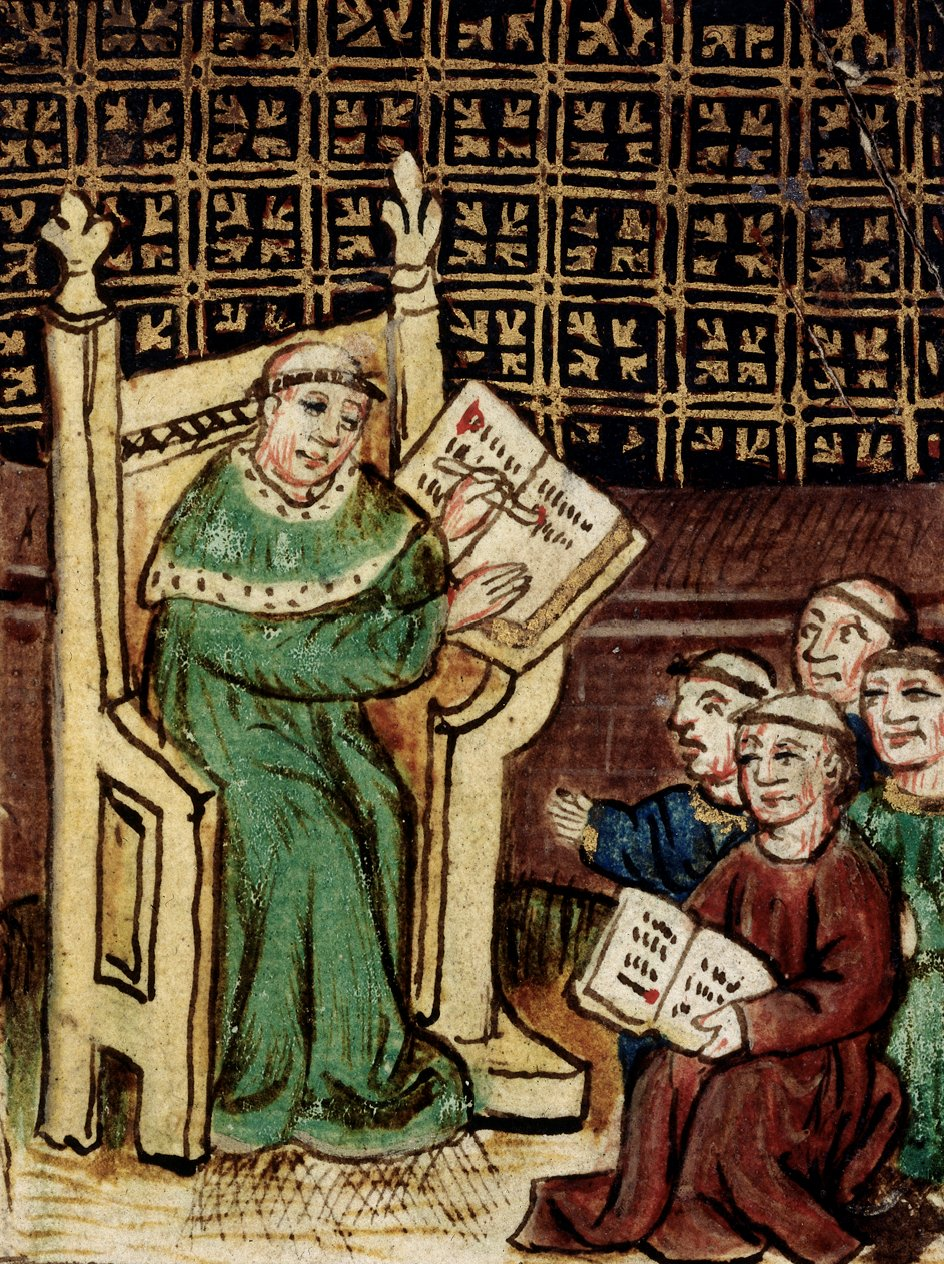
Na Idade Média as diagonais eram usadas sem o ponto de fuga.
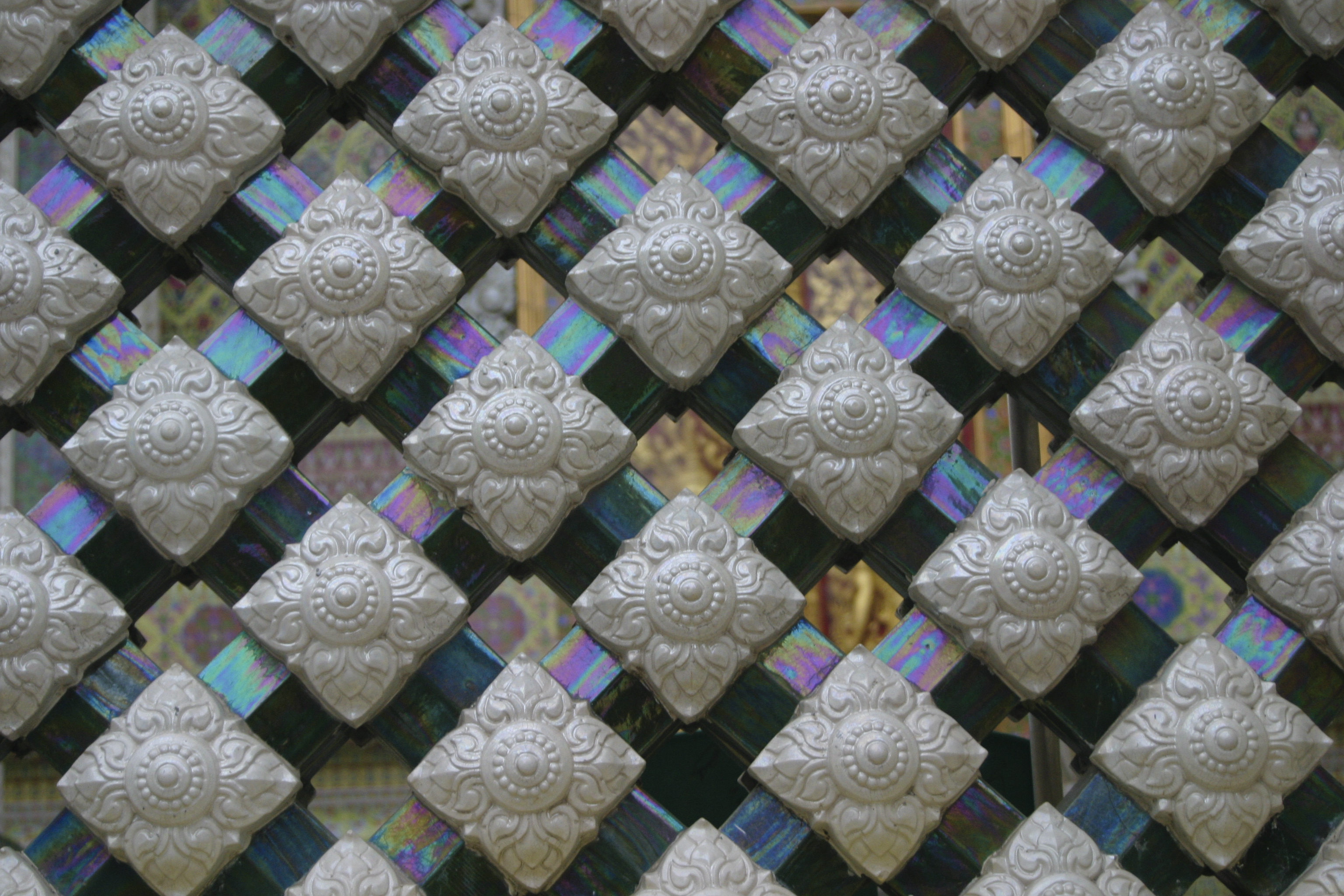
Neste contexto as diagonais tão somente formam uma textura.